# Devon Graye
Devon Graye (Mountain View, Californië, 8 maart 1987) is een Amerikaanse acteur. Hij speelde onder andere als tiener Dexter in de televisieserie Dexter.

## Biografie
Graye werd geboren in Mountain View, Californië op 8 maart 1987. Hij studeerde acteren aan het American Conservatory Theater in San Francisco. Hoewel Graye Amerikaans is, woonde hij in het Verenigd Koninkrijk gedurende vier jaar, toen hij op de middelbare school zat.

## Filmografie
| Jaar      | Titel                                      | Rol                         | Opmerkingen                                   |
| --------- | ------------------------------------------ | --------------------------- | --------------------------------------------- |
| 2006      | A House Divided                            | Daniel Sampson              | televisiefilm                                 |
| 2007      | Close to Home                              | Spencer Gordon              | aflevering: Internet Bride                    |
| 2007      | Her Best Move                              | Jongen #1                   |                                               |
| 2007      | Scar                                       | Paul                        |                                               |
| 2006-2007 | Dexter                                     | Tiener Dexter               | 9 afleveringen                                |
| 2008      | Wisegal                                    | Nino Narrator (stem)        | televisiefilm                                 |
| 2008      | Bones                                      | Robbie Timmons              | aflevering: The Finger in the Nest            |
| 2008      | Novel Adventures                           | Miles                       | 2 afleveringen                                |
| 2008      | CSI: Miami                                 | Noah Campbell               | aflevering: Wrecking Crew                     |
| 2008      | Merry Christmas, Drake & Josh              | Luke                        | televisiefilm                                 |
| 2008      | Leverage                                   | Michael Clark               | aflevering: The Bank Shot Job                 |
| 2009      | Saving Grace                               | Luke Keeler                 | aflevering: Do you believe in second chances? |
| 2009      | Sleeping Dragon                            | David                       | Kortfilm                                      |
| 2009      | Call of the Wild                           | Ozz Heep                    |                                               |
| 2009      | CSI: Crime Scene Investigation             | Craig Mason                 | aflevering: Ghost Town                        |
| 2010      | The Deep End                               | Josh Chapman                | aflevering: Nothing Personal                  |
| 2010      | Legendary                                  | Cal Chetley                 |                                               |
| 2010      | A Lure: Teen Fight Club                    | Tyler                       | video                                         |
| 2010      | Avalon High                                | Marco                       | televisiefilm                                 |
| 2011      | Husk                                       | Scott                       |                                               |
| 2011      | Exodus Fall                                | Dana Minor                  |                                               |
| 2011      | Red Faction: Origins                       | Leo                         | televisiefilm                                 |
| 2011      | The Protector                              | Sam Campbell                | aflevering: Pilot                             |
| 2011      | Alphas                                     | Matthew Hurley              | aflevering: Anger Management                  |
| 2012      | Body of Proof                              | Jack Gordon                 | aflevering: Mind Games                        |
| 2012      | The Discoverers                            | Jack                        |                                               |
| 2012      | American Horror Story                      | Jed Potter                  | aflevering: Tricks and treats                 |
| 2012      | One Bad Thing                              | Guy                         | Kortfilm                                      |
| 2013      | Longmire                                   | Dacus Whitish               | aflevering: Carcasses                         |
| 2013      | TMI Hollywood                              | Various                     | aflevering: TMI's first anniversary show      |
| 2013      | Khumba                                     | Zebra #2                    | stem                                          |
| 2013      | Major Crimes                               | Ryan Keller                 | aflevering: Risk Assessment                   |
| 2014      | 13 Sins                                    | Michael Brindle             |                                               |
| 2014      | Last Weekend                               | Luke Caswell                |                                               |
| 2014      | The Night Shift                            | Pvt. Wilson                 | aflevering: Coming home                       |
| 2014      | Dissonance                                 | Carson                      | Kortfilm                                      |
| 2015      | The Mentalist                              | Ethan Bittaker              | aflevering: The whites of his eyes            |
| 2015      | I Am Michael                               | Cory                        |                                               |
| 2015      | The Flash                                  | Axel Walker (The Trickster) | aflevering: Tricksters                        |
| 2017      | I Don't Feel at Home in This World Anymore | Christian                   |                                               |
| 2022      | Nope                                       | Ryder Muybridge             |                                               |